# FCI fajtacsoportok
A Nemzetközi Kinológiai Szövetség (Fédération Cynologique Internationale, FCI) megjelenés vagy szerep alapján a kutyafajtákat tíz csoportba osztotta.

## Csoportok és szekciók - áttekintés
| Csoportok                                                                  | Szekciók | Típusok                             |
| -------------------------------------------------------------------------- | --- | ----------------------------------- |
| I. Juhász- és pásztorkutyák (kivéve svájci pásztorkutyák)                  | 1. Juhászkutyák | 1. Juhászkutyák                     |
| I. Juhász- és pásztorkutyák (kivéve svájci pásztorkutyák)                  | 2. Pásztorkutyák (kivéve svájci pásztorkutyák)                                                                            |                                     |
| II. Pinscherek, schnauzerek – molosszerek – svájci hegyi- és pásztorkutyák | 1. Pinscherek és schnauzerek                                                                                              | 1.1 Pinscherek                      |
| II. Pinscherek, schnauzerek – molosszerek – svájci hegyi- és pásztorkutyák | 1. Pinscherek és schnauzerek                                                                                              | 1.2 Schnauzerek                     |
| II. Pinscherek, schnauzerek – molosszerek – svájci hegyi- és pásztorkutyák | 1. Pinscherek és schnauzerek                                                                                              | 1.3 Smoushond                       |
| II. Pinscherek, schnauzerek – molosszerek – svájci hegyi- és pásztorkutyák | 1. Pinscherek és schnauzerek                                                                                              | 1.4 Fekete terrier                  |
| II. Pinscherek, schnauzerek – molosszerek – svájci hegyi- és pásztorkutyák | 2. Molosszerek | 2.1 Masztiff típusú kutyák          |
| II. Pinscherek, schnauzerek – molosszerek – svájci hegyi- és pásztorkutyák | 2. Molosszerek | 2.2 Hegyi típusú kutyák             |
| II. Pinscherek, schnauzerek – molosszerek – svájci hegyi- és pásztorkutyák | 3. Svájci hegyi- és pásztorkutyák                                                                                         |                                     |
| III. Terrierek                                                             | 1. Nagy és közepes méretű terrierek                                                                                       | 1. Nagy és közepes méretű terrierek |
| III. Terrierek                                                             | 2. Kis méretű terrierek                                                                                                   |                                     |
| III. Terrierek                                                             | 3. Bull típusú terrierek                                                                                                  |                                     |
| III. Terrierek                                                             | 4. Apró méretű terrierek                                                                                                  |                                     |
| IV. Tacskók                                                                | 1. Tacskók | 1. Tacskók                          |
| V. Spiccek és ősi típusú kutyák                                            | 1. Északi szánhúzó kutyák                                                                                                 | 1. Északi szánhúzó kutyák           |
| V. Spiccek és ősi típusú kutyák                                            | 2. Északi vadászkutyák |                                     |
| V. Spiccek és ősi típusú kutyák                                            | 3. Északi őrző- és terelőkutyák                                                                                           |                                     |
| V. Spiccek és ősi típusú kutyák                                            | 4. Európai spiccek |                                     |
| V. Spiccek és ősi típusú kutyák                                            | 5. Ázsiai spiccek és rokon fajták                                                                                         |                                     |
| V. Spiccek és ősi típusú kutyák                                            | 6. Ősi típusú kutyák |                                     |
| V. Spiccek és ősi típusú kutyák                                            | 7. Ősi típusú vadászkutyák                                                                                                |                                     |
| V. Spiccek és ősi típusú kutyák                                            | 8. Ősi típusú vadászkutyák hátukon csíkkal (with a ridge on the back: a hátukon a szőr egy csíkban ellentétes irányba nő) |                                     |
| VI. Kopók és rokon fajták                                                  | 1. Kopók | 1.1 Nagy méretű kopók               |
| VI. Kopók és rokon fajták                                                  | 1. Kopók | 1.2 Közepes méretű kopók            |
| VI. Kopók és rokon fajták                                                  | 1. Kopók | 1.3 Kis méretű kopók                |
| VI. Kopók és rokon fajták                                                  | 2. Vérebek |                                     |
| VI. Kopók és rokon fajták                                                  | 3. Rokon fajták |                                     |
| VII. Vizslák és szetterek                                                  | 1. Kontinentális vizslák                                                                                                  | 1.1 Kontinentális vizsla típusúak   |
| VII. Vizslák és szetterek                                                  | 1. Kontinentális vizslák                                                                                                  | 1.2 Spániel típusúak                |
| VII. Vizslák és szetterek                                                  | 1. Kontinentális vizslák                                                                                                  | 1.3 Griffon típusúak                |
| VII. Vizslák és szetterek                                                  | 2. Brit és ír vizslák és szetterek                                                                                        | 2.1 Pointerek                       |
| VII. Vizslák és szetterek                                                  | 2. Brit és ír vizslák és szetterek                                                                                        | 2.2 Szetterek                       |
| VIII. Retrieverek – hajtókutyák – vízi vadászok                            | 1. Retrieverek | 1. Retrieverek                      |
| VIII. Retrieverek – hajtókutyák – vízi vadászok                            | 2. Hajtókutyák |                                     |
| VIII. Retrieverek – hajtókutyák – vízi vadászok                            | 3. Vízi vadászok |                                     |
| IX. Társasági kutyák                                                       | 1. Bichonok és rokon fajták                                                                                               | 1.1 Bichonok                        |
| IX. Társasági kutyák                                                       | 1. Bichonok és rokon fajták                                                                                               | 1.2 Coton de Tuléar                 |
| IX. Társasági kutyák                                                       | 1. Bichonok és rokon fajták                                                                                               | 1.3 Kis oroszlánkutya               |
| IX. Társasági kutyák                                                       | 2. Uszkárok |                                     |
| IX. Társasági kutyák                                                       | 3. Kis méretű belga kutyák                                                                                                | 3.1 Griffonok                       |
| IX. Társasági kutyák                                                       | 3. Kis méretű belga kutyák                                                                                                | 3.2 Petit Brabançon                 |
| IX. Társasági kutyák                                                       | 4. Meztelen kutyák |                                     |
| IX. Társasági kutyák                                                       | 5. Tibeti fajták |                                     |
| IX. Társasági kutyák                                                       | 6. Csivavák |                                     |
| IX. Társasági kutyák                                                       | 7. Angol apró termetű spániel                                                                                             |                                     |
| IX. Társasági kutyák                                                       | 8. Japán csin és pekingi palotakutya                                                                                      |                                     |
| IX. Társasági kutyák                                                       | 9. Kontinentális apró termetű spániel                                                                                     |                                     |
| IX. Társasági kutyák                                                       | 10. Kromfohrländer |                                     |
| IX. Társasági kutyák                                                       | 11. Kis termetű, molosszer típusú kutyák                                                                                  |                                     |
| X. Agarak                                                                  | 1. Hosszúszőrű agarak | 1. Hosszúszőrű agarak               |
| X. Agarak                                                                  | 2. Drótszőrű agarak |                                     |
| X. Agarak                                                                  | 3. Rövidszőrű agarak |                                     |

## Csoportok és szekciók - kutyafajták listája

### (I.) Juhász- és pásztorkutyák (kivéve svájci pásztorkutyák)

#### (1.) Juhászkutyák
- Abruzzói juhászkutya
- Ausztrál juhászkutya
- Ausztrál kelpie
- Bearded collie
- Beauce-i juhászkutya
- Belga juhászkutya
  - Groenendael
  - Laekenois
  - Malinois
  - Tervueren
- Bergamói juhászkutya
- Border collie
- Brie-i juhászkutya
- Csehszlovák farkaskutya
- Délorosz juhászkutya
- Holland juhászkutya
- Horvát juhászkutya
- Kárpáti pásztorkutya
- Katalán pásztorkutya
- Komondor
- Közép Ázsiai Juhászkutya  Archiválva 2020. augusztus 7-i dátummal a Wayback Machine-ben[1]
- Kuvasz
- Lengyel alföldi juhászkutya
- Lengyel hegyi juhászkutya
- Mallorcai pásztorkutya
- Mioritic pásztorkutya
- Mudi
- Német juhászkutya
- Óangol juhászkutya
- Pikárdiai juhászkutya
- Pireneusi juhászkutya
  - Hosszúszőrű pireneusi juhászkutya
  - Félhosszúszőrű pireneusi juhászkutya
- Portugál juhászkutya
- Puli
- Pumi
- Saarloosi farkaskutya
- Schapendoes
- Schipperke
- Shetlandi juhászkutya
- Skót juhászkutya
  - Hosszúszőrű skót juhászkutya
  - Rövidszőrű skót juhászkutya
- Svájci fehér juhászkutya (Berger Blanc Suisse)
- Szlovák csuvacs
- Tátrai juhászkutya
- Welsh corgi
  - Cardigan welsh corgi
  - Pembroke welsh corgi

#### (2.) Pásztorkutyák
- Ardenni pásztorkutya
- Ausztrál pásztorkutya
- Flandriai pásztorkutya

### (II.) Pinscherek, schnauzerek – molosszerek – svájci hegyi- és pásztorkutyák

#### (1.) Pinscherek és schnauzerek
(1.1) Pinscherek
- Affenpinscher
- Dán-svéd őrkutya (Dansk-svensk gårdshund)
- Dobermann
- Német pinscher
- Osztrák pinscher
- Törpe pinscher

(1.2) Schnauzerek
- Óriás schnauzer
- Közép schnauzer
- Törpe schnauzer

(1.3) Smoushond
- Holland smoushond

(1.4) Orosz fekete terrier
- Orosz fekete terrier

#### (2.) Molosszerek
(2.1) Masztiff típusú kutyák
- Angol bulldog
- Angol masztiff
- Argentin dog
- Azori-szigeteki kutya (Cão Fila de São Miguel)
- Bordeaux-i dog
- Boxer
- Brazil masztiff
- Broholmer
- Bullmasztiff
- Cane corso
- Kanári-szigeteki kutya (Dogo Canario)
- Mallorcai masztiff
- Nápolyi masztiff
- Német dog
- Rottweiler
- Shar pei
- Tosza inu
- Uruguay-i cimarrón

(2.2) Hegyi típusú kutyák
- Alentejo masztiff
- Anatóliai juhászkutya
- Atlaszi hegyikutya
- Bernáthegyi
- Bukovinai pásztorkutya
- Castro Laboreiro-i pásztorkutya
- Estrelai hegyikutya
- Hovawart
- Karszti pásztorkutya
- Kaukázusi juhászkutya
- Közép-ázsiai juhászkutya
- Landseer
- Leonbergi
- Pireneusi hegyikutya
- Pireneusi masztiff
- Sarplaninai juhászkutya
- Spanyol masztiff
- Tibeti masztiff
- Tornjak
- Újfundlandi

#### (3.) Svájci hegyi- és pásztorkutyák
- Appenzelli havasi kutya
- Berni pásztorkutya
- Entlebuchi havasi kutya
- Nagy svájci havasi kutya

### (III.) Terrierek

#### (1.) Nagy és közepes méretű terrierek
- Airedale terrier
- Bedlington terrier
- Border terrier
- Brazil terrier
- Foxterrier
  - Simaszőrű foxterrier
  - Drótszőrű foxterrier
- Glen of Imaal terrier
- Ír terrier
- Kerry blue terrier
- Lakeland terrier
- Manchester terrier
- Német vadászterrier
- Parson Russell terrier
- Soft coated wheaten terrier
- Welsh terrier

#### (2.) Kis méretű terrierek
- Ausztrál terrier
- Cairn terrier
- Dandie Dinmont-terrier
- Jack Russell terrier
- Japán terrier
- Norfolk terrier
- Norwich terrier
- Sealyham terrier
- Skót terrier
- Skye terrier
- West highland white terrier
- Cseh terrier

#### (3.) Bull típusú terrierek
- Amerikai staffordshire terrier
- Bullterrier
- Miniatűr bullterrier
- Staffordshire bullterrier

#### (4.) Apró méretű terrierek
- Kis angol terrier
- Ausztrál selyemszőrű terrier
- Yorkshire terrier

### (IV.) Tacskók

#### (1.) Tacskók
- Tacskó

### (V.) Spiccek és ősi típusú kutyák

#### (1.) Északi szánhúzó kutyák
- Alaszkai malamut
- Grönlandi kutya
- Kanadai eszkimó kutya
- Szamojéd
- Szibériai husky

#### (2.) Északi vadászkutyák
- Jämthund
- Finn spicc
- Karéliai medvekutya
- Lajka
  - Nyugat-szibériai lajka
  - Kelet-szibériai lajka
  - Orosz-európai lajka
- Norrbotteni spicc
- Norvég elghund
  - Szürke norvég elghund
  - Fekete norvég elghund
- Norvég lundehund

#### (3.) Északi őrző- és terelőkutyák
- Finn lapphund
- Izlandi juhászkutya
- Lapp pásztorkutya
- Norvég buhund
- Svéd lapphund
- Svéd juhászspicc

#### (4.) Európai spiccek
- Német spicc
  - Wolfspicc
  - Nagyspic
  - Középspicc
  - Kisspicc
  - Törpespicc
- Olasz volpino

#### (5.) Ázsiai spiccek és rokon fajták
- Akita inu
- Amerikai akita inu
- Csau csau
- Eurázsiai
- Hokkaido inu
- Japán spicc
- Kai ken
- Kishu ken
- Koreai jindo kutya
- Siba inu
- Shikoku inu

#### (6.) Ősi típusú kutyák
- Basenji
- Fáraókutya
- Kánaán kutya
- Mexikói meztelen kutya
- Perui szőrtelen kutya
- Csau Csau

#### (7.) Ősi típusú vadászkutyák
- Cirneco dell'Etna
- Ibizai kopó (Podenco ibicenco)
- Kanári-szigeteki kopó (Podenco canario)
- Portugál kopó (Podengo portuges)
  - Drótszőrű portugál kopó
  - Simaszőrű portugál kopó
- Tajvani kutya
- Thai ridgeback

### (VI.) Kopók és rokon fajták

#### (1.) Kopók
(1.1) Nagy méretű kopók
- Amerikai rókakopó
- Angol véreb
- Angol rókakopó
- Billy
- Fekete-cser mosómedvekopó
- Francia kopó
  - Trikolor francia kopó
  - Fehér-fekete francia kopó
  - Fehér-cser francia kopó
- Lengyel kopó
- Nagy angol-francia kopó
  - Trikolor nagy angol-francia kopó
  - Fehér-fekete nagy angol-francia kopó
  - Fehér-cser nagy angol-francia kopó
- Nagy gascogne-i kék kopó
- Nagy gascon-saintonge-i kopó
- Nagy vendée-i griffon
- Poitevin
- Rastreador brasileiro
- Vidrakopó

(1.2) Közepes méretű kopók
- Ariége-i kopó
- Artois-i kopó
- Beagle harrier
- Boszniai kopó
- Bretagne-i cserszínű griffon
- Dunker
- Erdélyi kopó
- Finn kopó
- Gascogne-i kék griffon
- Görög kopó
- Halden kopó
- Hamilton-kopó
- Hygen kopó
- Harrier
- Isztriai kopó
  - Rövidszőrű isztriai kopó
  - Drótszőrű isztriai kopó
- Kis angol-francia rókakopó
- Kis gascogne-i kék kopó
- Kis gascon-saintonge-i kopó
- Lengyel vadászkutya
- Montenegrói hegyikopó
- Nivernais-i griffon
- Olasz kopó
- Osztrák kopó
- Porcelánkopó
- Schiller-kopó
- Smålandi kopó
- Spanyol kopó
- Stájeri drótszőrű kopó
- Svájci kopó
  - Berni kopó
  - Jurai kopó
  - Luzerni kopó
  - Schwyzi kopó
- Szávavölgyi kopó
- Szerb kopó
- Szerb trikolor kopó
- Szlovák kopó
- Tiroli kopó
- Vendée-i griffonkopó

(1.3) Kis méretű kopók
- Basset hound
- Beagle
- Bretagne-i cserszínű basset
- Drever
- Gascogne-i kék basset
- Kis svájci kopó
  - Kis berni kopó
  - Kis jurai kopó
  - Kis luzerni kopó
  - Kis schwyzi kopó
- Német kopó
- Vendée-i griffon basset
  - Nagy vendée-i griffon basset
  - Kis vendée-i griffon basset
- Vesztfáliai tacskókopó

#### (2.) Vérebek
- Alpesi tacskókopó
- Bajor hegyi véreb
- Hannoveri véreb

#### (3.) Rokon fajták
- Dalmata
- Afrikai oroszlánkutya

### (VII.) Vizslák

#### (1.) Kontinentális vizslák
(1.1) Kontinentális típusú vizslák
- Ariége-i vizsla
- Auvergne-i vizsla
- Bourbonnais-i vizsla
- Burgosi vizsla
- Francia vizsla
  - Gascogne-i francia vizsla
  - Pireneusi francia vizsla
- Magyar vizsla
  - Rövidszőrű magyar vizsla
  - Drótszőrű magyar vizsla
- Német vizsla
  - Drótszőrű német vizsla
  - Rövidszőrű német vizsla
  - Szálkásszőrű német vizsla
- Olasz vizsla
- Ősi dán vizsla
- Pont-Audemer-i spániel
- Portugál vizsla
- Pudelpointer
- Saint-germaini vizsla
- Szlovák drótszőrű vizsla
- Weimari vizsla

(1.2) Spániel típusú vizslák
- Breton spániel
- Drenti vizsla
- Francia spániel
- Fríz vizsla
- Hosszúszőrű német vizsla
- Münsterlandi vizsla
  - Kis münsterlandi vizsla
  - Nagy münsterlandi vizsla
- Pikárdiai spániel
- Pikárdiai kék spániel

(1.3) Griffon típusú vizslák
- Cseh szálkás szakállú vizsla
- Drótszőrű griffon
- Olasz drótszőrű vizsla
- Szlovák drótszőrű vizsla

#### (2.) Brit és ír pointerek és szetterek
(2.1) Pointerek
- Angol pointer

(2.2) Szetterek
- Angol szetter
- Gordon szetter
- Ír szetter
  - Vörös ír szetter
  - Vörös-fehér ír szetter

### (VIII.) Retrieverek, hajtókutyák, vízi vadászkutyák

#### (1.) Retrieverek
- Chesapeake Bay retriever
- Golden retriever
- Göndörszőrű retriever
- Labrador retriever
- Simaszőrű retriever
- Vadkacsavadász retriever (Nova Scotia duck tolling retriever)

#### (2.) Hajtókutyák
- Amerikai cocker spániel
- Angol cocker spániel
- Angol springer spániel
- Clumber spániel
- Field spániel
- Kooikerhondje
- Német fürjészeb
- Sussexi spániel
- Welsh springer spániel

#### (3.) Vízi vadászkutyák
- Amerikai vízispániel
- Barbet
- Fríz vízikutya
- Ír vízispániel
- Lagotto romagnolo
- Portugál vízikutya
- Spanyol vízikutya

### (IX.) Társasági kutyák

#### (1.) Bichonok és rokon fajták
(1.1) Bichonok
- Bolognai pincs Bolognese
- Bichon frisé
- Havannai pincs
- Máltai selyemkutya

(1.2) Coton de Tuléar
- Coton de tuléar

(1.3) Kis oroszlánkutya
- Kis oroszlánkutya

#### (2.) Uszkárok
- Uszkár
  - Óriás uszkár
  - Közép uszkár
  - Törpe uszkár
  - Toy uszkár

#### (3.) Kis méretű belga kutyák
(3.1) Griffonok
- Belga griffon
- Brüsszeli griffon

(3.2) Brabanti kis griffon
- Brabanti kis griffon

#### (4.) Meztelen kutyák
- Kínai meztelen kutya

#### (5.) Tibeti fajták
- Lhasa apso
- Si-cu
- Tibeti spániel
- Tibeti terrier

#### (6.) Csivavák
- Csivava

#### (7.) Angol apró termetű spánielek
- Cavalier King Charles spániel
- King Charles spániel

#### (8.) Japán csin és pekingi palotakutya
- Japán csin
- Pekingi palotakutya

#### (9.) Kontinentális apró termetű spánielek
- Kontinentális apró termetű spániel
  - Papillon
  - Phalène

- Orosz toy terrier

#### (10.) Kromfohrlandi
- Kromfohrlandi

#### (11.) Kis termetű molosszerek
- Boston terrier
- Francia buldog
- Mopsz

### (X.) Agarak

#### (1.) Hosszú szőrű agarak
- Afgán agár
- Orosz agár
- Perzsa agár

#### (2.) Durva szőrű agarak
- Ír farkaskutya
- Skót szarvasagár

#### (3.) Rövid szőrű agarak
- Angol agár
- Arab agár
- Azawakh
- Kis angol agár (Whippet)
- Lengyel agár
- Magyar agár
- Olasz agár
- Spanyol agár

## Előzetesen fölvett fajták
- Ausztrál csonkafarkú pásztorkutya – Australian Stumpy Tail Cattle Dog (I. 2.)
- Cão de Gado Transmontano (II. 2.2)
- Chodský pes (I. 1.)
- Continental Bulldog (II. 2.1)
- Észt kopó – Eesti Hagijas (VI. 1.2)
- Kintamani (V. 5.)
- Lancashire heeler (I. 1.)
- Mini amerikai juhászkutya – Miniature American Shepherd (I. 1.)
- Pražský krysařík (IX. 9.)
- Segugio maremmano (VI. 1.2)
- Thai bangkaew kutya – Thai Bangkaew Dog (V. 5.)
- Yakustkaya laika (V. 1.)

## Külső hivatkozások
Az FCI hivatalos oldala
1. ↑  Közép-ázsiai juhászkutya (magyar nyelven). www.amarqt.com. [2020. augusztus 7-i dátummal az eredetiből archiválva]. (Hozzáférés: 2020. május 25.)